# Caudete de las Fuentes

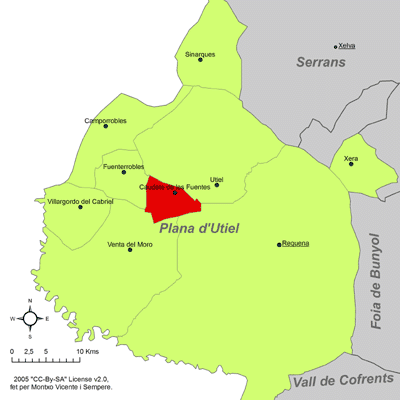
Położenie gminy na mapie comarki Plana d’Utiel.

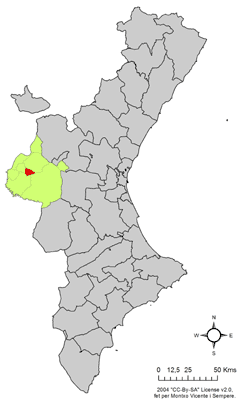
Położenie gminy na mapie Walencji.

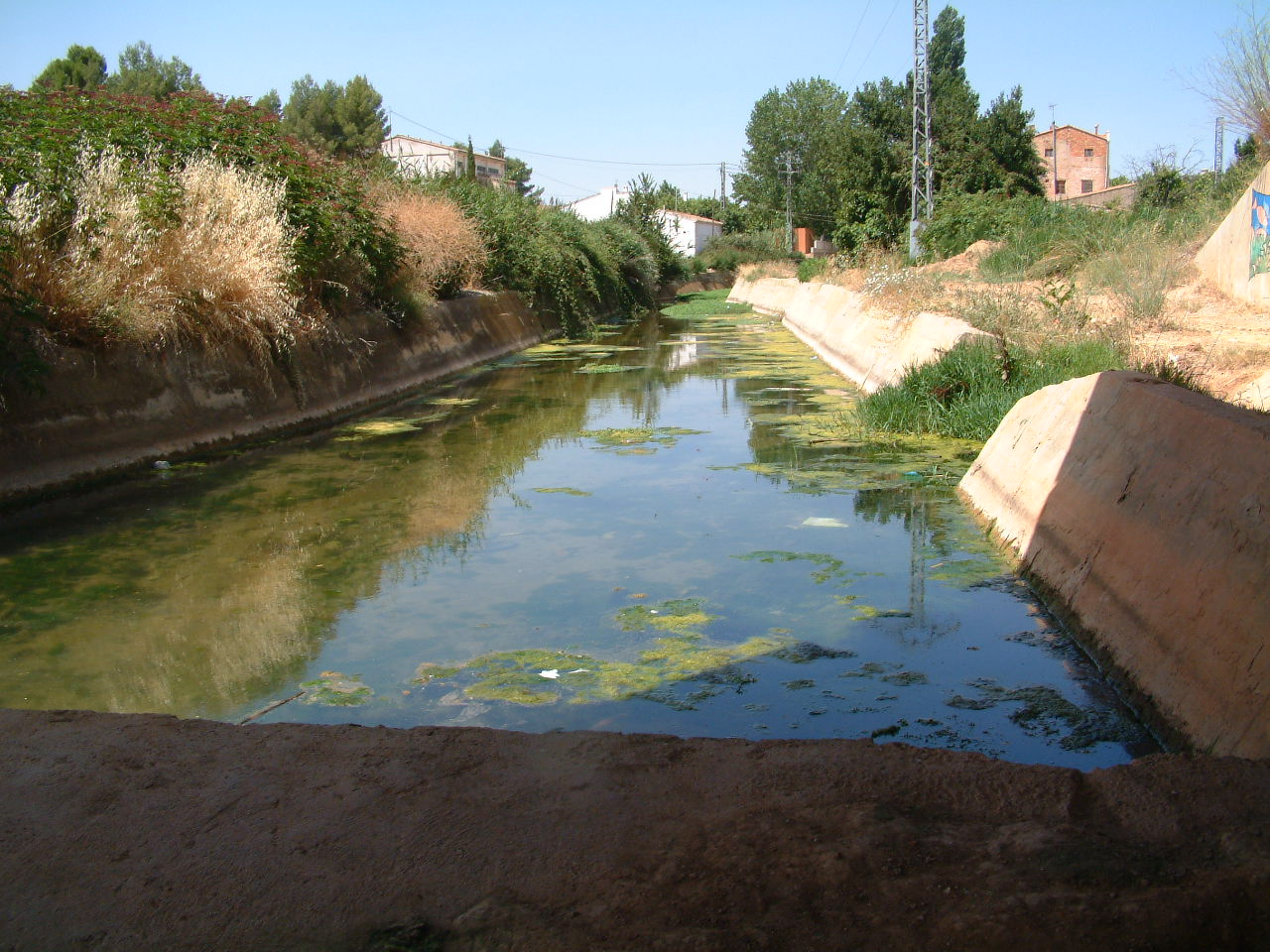

Caudete de las Fuentes – gmina w Hiszpanii, we wspólnocie autonomicznej Walencja, w prowincji Walencja, w comarce Plana d’Utiel.
Powierzchnia gminy wynosi 34,6 km². Zgodnie z danymi INE, w 2005 roku liczba ludności wynosiła 783, a gęstość zaludnienia 22,63 osoby/km². Wysokość bezwzględna gminy równa jest 771 metrów. Współrzędne geograficzne gminy to 39°33′30″N, 1°16′43″W. Kod pocztowy do gminy to 46315. Obecnym burmistrzem gminy jest Rafael Cerveró Vicente z Hiszpańskiej Partii Ludowej.

## Demografia
| 1990 | 1992 | 1994 | 1996 | 1998 | 2000 | 2002 | 2004 | 2005 |
| ---- | ---- | ---- | ---- | ---- | ---- | ---- | ---- | ---- |
| 997  | 902  | 891  | 845  | 812  | 805  | 811  | 795  | 783  |